# Аграновский, Анатолий Абрамович
Анато́лий Абра́мович Аграно́вский (8 января 1922, Харьков — 14 апреля 1984, Москва) — советский журналист, писатель (прозаик, публицист и кинодраматург), художник-оформитель и мультипликатор, ретушёр, певец.

## Биография
Родился в Харькове, в семье журналиста и писателя Абрама Давидовича Аграновского, мать — Фаня Абрамовна Аграновская (1899—1965). Старший брат журналиста и писателя Валерия Аграновского. Окончил исторический факультет Московского педагогического института им. К. Либкнехта в 1942, училище стрелков-радистов и Высшее авиационное училище штурманов-бомбардиров. Участник Великой Отечественной войны.
После демобилизации работал художником-мультипликатором, помощником кинооператора, ретушёром, художником-оформителем, писал сценарии фильмов. Окончил Высшие литературные курсы при Литературном институте им. М.Горького СП СССР (1958). Был сотрудником «Литературной газеты», печатался в журналах «Знамя» и «Новый мир». В 1961 году стал специальным корреспондентом газеты «Известия».
В 1970-е годы Аграновского называли «журналистом номер один». Многие яркие публицисты периода перестройки называли себя его учениками. В течение жизни он издал более 20 книг.
«Аграновский — это самый выдающийся наш журналист, из „Известий“. „Беспартийный еврей“, „Золотое перо“ и проч. клички, изобретённые для него Бовиным. Человек огромного обаяния и разнообразных талантов: рисует, сочиняет и поёт под гитару, уморительный рассказчик и анекдотист. Спокойный и естественный, без тени подобострастия и комплекса, казалось бы понятных в здешнем его положении» — А. С. Черняев.
Аграновский является автором второй части трилогии Л. И. Брежнева — «Возрождение». Есть версия, что он — автор всей трилогии, что подтверждает, в том числе, руководитель авторской группы, бывший Генеральный директор ТАСС Л. Замятин.
Член Союза писателей и Союза журналистов СССР. Лауреат премии Союза журналистов СССР.
Писал песни на стихи российских поэтов: Дм. Кедрина, А. Межирова, А. Твардовского и других.
Похоронен на Введенском кладбище (5 уч.).

## Помощь доктору Фёдорову
В 1960 году, после публикации в «Известиях» первых очерков — «Письма из Казанского университета» — Аграновскому пришло письмо от доктора Святослава Фёдорова из Чебоксар. Тот сделал уникальную операцию — имплантировал искусственный хрусталик в глаз девочки, вернув ей зрение, и врача после этого затравили. Несмотря на то, что журналисту не советовали вмешиваться (нужно было ждать отдалённых результатов операции) Аграновский боролся за Фёдорова, ведя переговоры с министерством. В итоге врача восстановили на работе.

## Награды
- орден Октябрьской Революции (02.06.1981)
- орден «Знак Почёта» (02.02.1972)

## Семья
- Жена — публицист Галина Фёдоровна Аграновская (урождённая Каманина, 1928—2015), дочь писателя Фёдора Каманина.
- Родной брат — писатель Валерий Аграновский.
  - Сыновья — Алексей Аграновский, доктор биологических наук, вирусолог и блюзовый музыкант[5]; Антон Анатольевич Аграновский, врач-офтальмолог.
- Двоюродный брат — писатель Израиль Ефимович (Хаимович) Этерман (1921—2006), юрист и прокурор[5].

## Избранные произведения
Книги
- Повесть о чудесном одуванчике. М.-Л., 1951
- Сталинградская ГЭС — великая стройка коммунизма. М., 1953.
- Поиск талантов. М., 1960
- Разная смелость. — М., 1961
- Репортаж из будущего. М., 1959, 2-е изд. М., 1962
- Иду искать: заметки писателя. — М., 1964, 1968, — 256 с.; доп. изд. М. 1980. — 576 с.
- Танкер «Туапсе» : документальная повесть. — 1956. — 143 с.
- Открытые глаза. М., 1963
- Большой старт. — М., 1964
- Одно слово. — М., 1968
- Рубеж надёжности. — М., 1970
- А лес растёт: Очерки, фельетоны, статьи. — 1973. — 639 с.
- Порядок — М., 1976
- Избранное. Очерки. Фельетоны. Статьи. — М., 1980. — 797 с.
- Утро великой стройки: документальная повесть. — 1952. — 319 с.
- Уметь и не уметь. — М., 1979. — 656 с.
- Суть дела: Заметки писателя. — М., 1968. — 207 с.
- Столкновение: заметки писателя. — М., 1966. — 262 с.
- Призвание: Заметки писателя. —М., 1964; 2-е изд. М., 1967. —302 с.
- Совершенно не секретно. — 1983. — 85 с.
- Своего дела мастер: Заметки писателя. — М., 1980
- Большой старт: Открытые глаза. Одно слово. — Петрозаводск, 1968
- Детали и главное. — М., 1982
- Незаменимые: Записки писателя. — М., 1976
- Счастливые. — М., 1958
- Хозяева. — М., 1973

Автор сценария фильмов
- Им покоряется небо. 1963.
- Иду искать. 1966.
- Ту-144[8]:
  - Взлёт (1969),
  - Стрела стратосферы (1971),
  - Дверь, открытая в небо (1973).

Песни
- Мы под Колпином скопом стоим… — Артиллерия бьёт по своим (Стихи А. Межирова).
- Орденов теперь никто не носит… — (На стихи Б. Слуцкого).